# Lygodactylus rex
Lygodactylus rex är en ödleart som beskrevs av  Donald G. Broadley 1963. Lygodactylus rex ingår i släktet Lygodactylus och familjen geckoödlor. Inga underarter finns listade i Catalogue of Life.